# Superstars Series
La Superstars Series è stata una serie di competizioni automobilistiche riservate esclusivamente ad automobili derivate dalla serie con motori V8 tra i 3.000 e i 7.000 cm³ di cilindrata che potevano raggiungere oltre 450 cv di potenza. Inizialmente concepito per vetture con carrozzeria berlina "a tre volumi", in seguito sono stati ammessi a competere anche alcuni modelli di vetture con carrozzeria coupé.

## Storia
La competizione era nata come Campionato italiano Superstars nel 2004, organizzata dalla FGSport (stesso organizzatore del Campionato mondiale Superbike) e approvata dalla CSAI. Il regolamento tecnico fino al 2013 è stato realizzato dalla Oral Engineering presieduta da Mauro Forghieri (ex-Direttore tecnico della Scuderia Ferrari in Formula 1) ed era ispirato al contenimento dei costi ed al massimo bilanciamento delle prestazioni tra i vari modelli ammessi, allo scopo di evitare il dominio di uno di essi e ottenere quindi gare sempre combattute ed interessanti per il pubblico.
A partire dal 2007 alla serie nazionale è stata affiancata una International Superstars Series, i cui calendari si sovrappongono in gran parte, mentre nel 2010 si è aggiunta la Superstars GT Sprint, una serie riservata alle Gran Turismo con funzione di "evento di supporto".
A seguito della chiusura a fine 2013 della società organizzatrice del campionato (la Superstars World of Racing), nel 2014 è nata la EuroV8 Series, durata una sola stagione prima della chiusura definitiva. Nel 2014 avrebbe dovuto disputarsi anche una serie sostitutiva della GTSprint, la EuroGTSprint Series, che tuttavia non prese il via per penuria di iscritti.

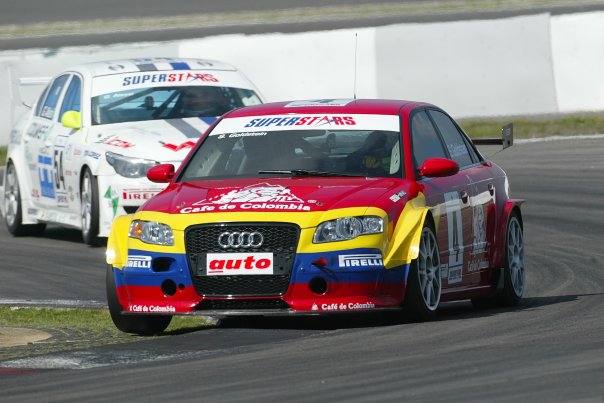
Una Audi RS4 delle Superstars Series

### Prime stagioni
La competizione si svolgeva inizialmente solo ed esclusivamente in Italia, ma a partire dall'edizione del 2007 si sono aggiunte anche gare sui circuiti europei, in Germania al Nürburgring nel 2007 ed a Valencia nel 2008. Con il campionato del 2009 si è aggiunta una gara sul circuito portoghese di Portimão ed anche un appuntamento extra-europeo sul circuito sudafricano di Kyalami. Nel 2010 oltre a queste due trasferte erano previsti anche gli appuntamenti di Hockenheim e di Le Castellet.
Dall'anno del suo lancio, il campionato ha evidenziato una crescita esponenziale in termini di vetture al via. A BMW e Jaguar, che nel 2004 avevano tenuto a battesimo l'allora Trofeo CSAI, si sono presto aggiunte anche l'Audi ufficiale e in seguito Cadillac, Chrysler, Mercedes-Benz e Chevrolet.

## Regolamento
Sul fronte sportivo è stato confermato lo svolgimento della doppia gara in ciascun evento, entrambe di 25 minuti più un ulteriore giro, con la possibilità di un secondo pilota. Oltre alle classifiche del Campionato Italiano, dell'International Series e della GT Sprint sono previste anche la classifica Team (riservata ai titolari di Licenza Csai) per ogni campionato, un trofeo per i piloti "Over 48" che non si sono qualificati nei primi 10 nella gara precedente e un trofeo per gli "Under 24" alla prima stagione nel campionato.

## Auto eleggibili
| Codice      | Marca         | Modello      | Motore                           | Motori Opzionali                             |
| ----------- | ------------- | ------------ | -------------------------------- | -------------------------------------------- |
| STS-0001/06 | Audi          | RS4          | Audi BNS (4.2 litri V8)          |                                              |
| STS-0004/06 | BMW           | 550i E60     | BMW N62B48 (4.8 litri V8)        |                                              |
| STS-0005/08 | Cadillac      | CTS-V        | GM LS2 (6.0 litri V8)            | GM LS3 (6.2 litri V8), GM LS7 (7.0 litri V8) |
| STS-0006/08 | BMW           | M3 E90       | BMW S65B40 (4.0 litri V8)        |                                              |
| STS-0007/08 | Chrysler      | 300C SRT8    | Chrysler Hemi ESF (6.1 litri V8) |                                              |
| STS-0008/08 | Mercedes-Benz | C63 AMG      | Mercedes-AMG M156 (6.2 litri V8) |                                              |
| STS-0009/08 | Chevrolet     | Lumina CR8   | GM LS3 (6.2 litri V8)            |                                              |
| STS-0010/09 | BMW           | M3 E92       | BMW S65B40 (4.0 litri V8)        |                                              |
| STS-0011/09 | Maserati      | Quattroporte | Ferrari M139A (4.2 litri V8)     | Ferrari M139R (4.7 litri V8)                 |
| STS-0012/10 | Jaguar        | XFR          | Jaguar AJ-133 (5.0 litri V8)     |                                              |
| STS-0013/10 | Audi          | RS5          | Audi BNS (4.2 litri V8)          |                                              |
| STS-0014/10 | Porsche       | Panamera S   | Porsche M48/20 (4.8 litri V8)    |                                              |
| STS-0016/10 | Lexus         | ISF          | Toyota 2UR-GSE (5.0 litri V8)    |                                              |
| STS-0017/12 | Mercedes      | C63 Coupé    | Mercedes-AMG M156 (6.2 litri V8) |                                              |
| STS-0018/13 | Chevrolet     | Camaro       | GM LS3 (6.2 litri V8)            |                                              |

## Auto non più eleggibili
| Codice      | Marca  | Modello  | Motore                          | Motori Opzionali             |
| ----------- | ------ | -------- | ------------------------------- | ---------------------------- |
| STS-0001/04 | Audi   | RS6      | Audi BCY (4.2 litri V8 biturbo) |                              |
| STS-0002/04 | BMW    | M5 E39   | BMW S62B50 (4.9 litri V8)       |                              |
| STS-0003/04 | Jaguar | S-Type R | Jaguar AJ-34S (4.2 litri V8)    |                              |
| STS-0015/10 | Jaguar | XF SV8   | Jaguar AJ-34S (4.2 litri V8)    | Jaguar AJ-133 (5.0 litri V8) |

## Punteggi
| Stagioni                  | 1° | 2° | 3° | 4° | 5° | 6° | 7° | 8° | 9° | 10° | 11° | 12° | 13° | 14° | 15° | Pole | 2° | 3° | Giro veloce | Start point (gara) | Start point (qualifica) |
| ------------------------- | -- | -- | -- | -- | -- | -- | -- | -- | -- | --- | --- | --- | --- | --- | --- | ---- | -- | -- | ----------- | ------------------ | ----------------------- |
| 2004-2006                 | 20 | 15 | 12 | 10 | 8  | 6  | 4  | 3  | 2  | 1   |     |     |     |     |     |      |    |    |             |                    |                         |
| 2007-2008                 | 20 | 15 | 12 | 10 | 8  | 6  | 4  | 3  | 2  | 1   |     |     |     |     |     | 3    | 2  | 1  |             |                    |                         |
| 2009-2011                 | 20 | 15 | 12 | 10 | 8  | 6  | 4  | 3  | 2  | 1   |     |     |     |     |     | 1    |    |    | 1           |                    |                         |
| 2012-2013                 | 20 | 15 | 12 | 10 | 8  | 6  | 4  | 3  | 2  | 1   |     |     |     |     |     | 1    |    |    | 1           | 1                  |                         |
| 2013-presente (GT Sprint) | 20 | 15 | 12 | 10 | 8  | 6  | 4  | 3  | 2  | 1   |     |     |     |     |     | 1    |    |    | 1           | 2                  | 1                       |
| 2014 (gara doppia)        | 24 | 19 | 16 | 14 | 12 | 10 | 9  | 8  | 7  | 6   | 5   | 4   | 3   | 2   | 1   | 1    |    |    | 1           | 1                  |                         |
| 2014 (gara singola)       | 32 | 25 | 21 | 18 | 16 | 14 | 12 | 10 | 8  | 7   | 6   | 5   | 4   | 3   | 2   | 1    |    |    | 1           | 1                  |                         |

## Albo d'oro

### Superstars Series/EuroV8 Series
| Anno | Italiano             | Auto            | Internazionale       | Auto                  | Team               | Gentlemen          | Under 25             |
| ---- | -------------------- | --------------- | -------------------- | --------------------- | ------------------ | ------------------ | -------------------- |
| 2004 | Francesco Ascani     | BMW M5 E39      |                      |                       | CAAL Racing        |                    |                      |
| 2005 | Tobia Masini         | Audi RS6        |                      |                       | CAAL Racing        |                    |                      |
| 2006 | Massimo Pigoli       | Jaguar S-Type R |                      |                       | Ferlito Motors     |                    |                      |
| 2007 | Gianni Morbidelli    | Audi RS4        | Giuliano Alessi      | BMW 550i E60          | CAAL Racing        |                    |                      |
| 2008 | Gianni Morbidelli    | Audi RS4        | Stefano Gabellini    | BMW 550i E60          | CAAL Racing        |                    |                      |
| 2009 | Gianni Morbidelli    | BMW M3 E90      | Gianni Morbidelli    | BMW M3 E90            | CAAL Racing        | Mauro Cesari       | Pierluigi Martini    |
| 2010 | Thomas Biagi         | BMW M3 E92      | Thomas Biagi         | BMW M3 E92            | Team BMW Italia    | Alberto Cola       | Alberto Cola         |
| 2011 | Alberto Cerqui       | BMW M3 E92      | Andrea Bertolini     | Maserati Quattroporte | Team BMW Italia    | Francesco Ascani   | Alberto Cerqui       |
| 2012 | Johan Kristoffersson | Audi RS5        | Johan Kristoffersson | Audi RS5              | Team BMW Dinamic   | Domenico Caldarola | Johan Kristoffersson |
| 2013 | Gianni Morbidelli    | Audi RS5        | Gianni Morbidelli    | Audi RS5              | Romeo Ferraris     | Gianni Giudici     | Laurens Vanthoor     |
| 2014 |                      |                 | Francesco Sini       | Chevrolet Camaro      | Solaris Motorsport | Ermanno Dionisio   | Edward Cheever III   |

### GT Sprint
| Anno | Assoluta                            | Auto               | Team                  | GT2                                           | GT3                         | GTCup                                | GT4              | GTS/Open                    | GT4S           |
| ---- | ----------------------------------- | ------------------ | --------------------- | --------------------------------------------- | --------------------------- | ------------------------------------ | ---------------- | --------------------------- | -------------- |
| 2010 | Maurizio Mediani Alessandro Bonetti | Ferrari F430       | AF Corse              | Maurizio Mediani Alessandro Bonetti           | Carlo Graziani              | Thomas Kemenater                     | Gabriele Marotta | Maurizio Ardigò             | Gianni Giudici |
| 2011 | Giuseppe Cirò Gaetano Ardagna       | Ferrari F430       | AF Corse              | Matteo Cressoni                               | Nicola Cadei Fabio Mancini) | Steven Goldstein Antonio de la Reina |                  |                             |                |
| 2012 | Andrea Palma                        | Ferrari 458 Italia | Black Team            | Andrea Palma                                  | Mario Cordoni               | Steven Goldstein                     |                  | Ennio Ricci Angelo Schiatti |                |
| 2013 | Thomas Schöffler                    | Audi R8            | Ferrari Motor Ukraine | Alexander Talkanitsa Alexander Talkanitsa Jr. | Thomas Schöffler            | Steven Goldstein Antonio de la Reina |                  | Miroslav Konôpka            |                |

## Nei media
Alle Superstars Series sono stati dedicati due videogiochi, entrambi realizzati dalla software house italiana Milestone, specializzata in simulatori di guida:
- Superstars V8 Racing, nel 2009;
- Superstars V8 Racing 2, nel 2010.

## In televisione
La Superstars è trasmessa in Italia dal 2005, vale a dire dalla seconda stagione di vita della serie. Dal 2005 al 2008 il campionato veniva trasmesso principalmente da Nuvolari, da Sportitalia e da Sky Sport, che offrivano una rubrica (da 26' o 52') con la sintesi oppure la replica integrale della gara appena disputata.
Nel 2009, Nuvolari acquisisce i diritti per diffondere in diretta i Campionati ACI-CSAI, di cui la Superstars faceva parte, trasmettendo quindi tutte le gare della serie live, con il commento di Marco Cortesi. 
L'anno successivo, la Superstars passa all'emittente LA7, che trasmette in diretta le gare dell'International Series, con l'alternanza al commento di Ugo Francica Nava e Luigi Vignando, mentre le gare valevoli esclusivamente per l'Italiano e gli appuntamenti della GT sono trasmesse (anch'esse in diretta) sempre da Nuvolari, sempre con Cortesi in cabina di commento.
Per la stagione successiva i diritti di trasmissione passano a Rai Sport, che diffonde in diretta (spesso però in differita per problemi di palinsesto) tutte le gare della Superstars Series e della GT, con il commento di Massimo Facchini.
Con il cambio di denominazione, nel 2014 la serie è trasmessa da Italia 2 con Ronny Mengo e Christian Montanari come voci narranti.